# Abstraktni podatkovni tip
Abstraktni podatkovni tip (angleško abstract data type - ADT) se vpelje zaradi velike nevarnosti napak, ki se pojavijo ko se iz izpeljank osnovnih podatkovnih tipov spreminja vrednosti osnovnih tipov. Je matematični model, ki poleg množice možnih vrednosti definira tudi vse operacije, ki so dovoljene na elementih tega tipa. Pri programiranju ta način omejuje programerja, da lahko dostopa do podatkov samo tako, kot je definirano v abstraktnem podatkovnem tipu. Čeprav je prožnost programiranja zaradi tega zmanjšana, se hkrati varnost močno poveča.